# Kazakstans herrlandslag i fotboll
Kazakstans herrlandslag i fotboll representerar Kazakstan i internationell herrfotboll och styrs av Kazakstans fotbollsfederation. Landslaget bröt sig loss från Sovjetunionen efter självständigheten 1991 och gick med i Asian Football Confederations central- och sydasiatiska fotbollsfederation. Efter att ha misslyckats med att kvala in till VM 1998 och 2002 gick man med i Uefa men har ännu inte kvalat in till något europamästerskap.

## Historik
Kazakstans fotbollsförbund bildades 1989 och blev 1992 en associerad medlem av Fifa och AFC. 1994 blev Kazakstan en fullvärdig medlem av båda fotbollsförbunden. Tidigare deltog kazakiska spelare i EM- och VM-matcher för det dåvarande Sovjetunionens räkning. Sin första internationella match spelade Kazakstan den 1 juni 1992 hemma i Almaty. Det blev en seger med 1–0 mot Turkmenistan, en match som var en del av den centralasiatiska cupen som Kazakstan vann. 1994 spelades turneringen i Uzbekistan och där slutade man som trea.

### Asiatiska mästerskapen
1996 års mästerskap avgjordes i Förenade Arabemiraten. Kazakstan hamnade i kvalgrupp sju, tillsammans med Qatar och Syrien. Med en hemmaseger mot Qatar och tre förluster hamnade Kazakstan sist i den gruppen.
2000 års mästerskap anordnades i Libanon. Denna gång hamnade Kazakstan i en större grupp med Jordanien, Palestina, Pakistan och Qatar. Denna gång spelades enkelmatcher mot samtliga lag i Qatar, och Kazakstan slog alla utom värdnationen Qatar. En 1–3-förlust innebar en andraplats i gruppen och ingen plats i mästerskapet.
Fler asiatiska kval blev det inte. 2002 gick Kazakstan ur AFC och accepterades i Uefa.

### EM-kval
Kazakstans första kval till EM var till 2008 års mästerskap i Schweiz och Österrike. Kazakstan hamnade i kvalgrupp ett tillsammans med Armenien, Azerbajdzjan, Belgien, Finland, Polen, Portugal och Serbien. Kvalet gick rätt bra och till sist slutade man sexa i gruppen före Armenien och Azerbajdzjan. Kvalets bästa resultat var 2–1-segern hemma mot Serbien. Man besegrade även Armenien borta (1–0), och spelade oavgjort dubbla gånger mot både Azerbajdzjan och Belgien.
2012 års kval blev inte lika lyckat, och Kazakstan slutade sist i sin grupp. De enda poängen kom efter 2–1 mot Azerbajdzjan och 0–0 mot Österrike, båda på hemmaplan. I bortamatchen mot Turkiet föll man med 1–2 efter ett övertidsmål av turkarna.
Kvalet till EM 2016 slutade med en bortaseger mot Lettland med 1–0, samt 0–0 hemma mot Lettland och Island. Man slutade därmed näst sist i gruppen. Kazakstan slutade återigen näst sist i EM-kvalet 2020, men gjorde en bra insats. Man vann mot San Marino i båda mötena, samt mot Skottland med 3–0 på hemmaplan. Mot Cypern spelade man också oavgjort borta.

### VM-kval
Kazakstan spelade sitt första VM-kval 1997 till VM 1998 i den asiatiska zonens första omgång. Där hamnade man i grupp nio med Irak och Pakistan. Kazakstan vann gruppen efter bland annat 7–0 borta mot Pakistan. Andra omgången blev dock mindre lyckad och Kazakstan slutade sist i gruppen som vanns av Sydkorea före Japan. Den enda vinsten här kom efter 3–0 mot Förenade Arabemiraten.
I nästa VM-kval till VM 2002 blev det hemgång redan efter första omgången. Irak visade sig vara för svåra och gick vidare till nästa omgång före Kazakstan på målskillnad.
Sedan kvalet till VM 2006 har Kazakstan deltagit i VM-kval inom Uefa. VM-kvalet 2006 slutade dåligt efter endast en poäng mot Georgien på bortaplan. Övriga elva matcher förlorade man.
Kvalet därpå, till VM 2010 slutade med två segrar mot Andorra, och det innebar en femteplats i gruppen före Andorra. Kvalet blev bortsett från dessa segrar ingen större framgång, och de åtta resterande matcherna slutade med förluster. Kvalet till VM 2014 slutade med ännu en näst sistaplats i gruppen, nu med fem poäng, varav fyra kom mot Färöarna (2–1 hemma och 1–1 borta). Den enda andra poängen inkasserades i samband med 0–0 hemma mot Österrike.
I VM-kvalet 2018 fick man ihop tre oavgjorda poäng. Dessa kom samtliga på hemmaplan mot Polen, Rumänien och Armenien. Även i följande kval till VM 2022 slutade man sist med tre poäng, denna gången togs två poäng mot Ukraina och en mot Bosnien och Hercegovina (på bortaplan).

### Övriga turneringar
Kazakstan deltog i 1998 års Asiatiska spel (sedan 2002 en turnering för u-landslag). I första omgången besegrade man Laos och det räckte för avancemang trots förlust mot Iran. Kazakstan slogs dock ut i andra omgången efter bland annat förlust mot Libanon med 0–3.
2000 gjorde man ett gästspel i det Västasiatiska mästerskapen som hölls i Jordanien. Med en vinst mot Palestina och förluster mot Iran och Syrien slogs Kazakstan ut redan i första omgången.